# Roberto Heuchayer Santos de Araújo
Roberto Heuchayer Santos de Araújo, genannt Roberto, (* 4. Dezember 1990 in Picos, Piauí) ist ein brasilianischer Fußballspieler. Der Linksfuß wird auf der linken Abwehrseite eingesetzt.

## Karriere
Roberto startete seine Laufbahn in der Jugendmannschaft des EC Bahia. Hier schaffte der Spieler 2009 auch den Sprung in den Profikader. Am 30. Mai 2009 wurde er im Spiel gegen Portuguesa in der Série B in der 68. Minute eingewechselt.
Im Dezember 2013 wurde Roberto von Atletico Paranaense unter Vertrag genommen. Er wurde für 2014 an verschiedene Klubs ausgeliehen, so ging er für die Meisterschaftsrunde zu Náutico Capibaribe.
Zu Beginn der Meisterschaftssaison im Mai 2015 wurde Roberto von Atletico Paranaense an den CA Bragantino ausgeliehen. Er bestritt bei dem Klub 17 Spiele in der Série B und kehrte bereits im August des Jahres während der laufenden Saison zu Paranaense zurück. Hier bestritt er sein erstes Spiel in der Série A. Am 17. September 2015 stand er im Heimspiel gegen Grêmio FBPA in der Startelf. In der 67. Minute des Spiels wurde er für Sidcley ausgewechselt. Sein erstes Tor in der obersten brasilianischen Liga erzielte er in derselben Saison am 29. November 2015. Im Heimspiel gegen den CR Flamengo traf Roberto in der 12. Minute zur 1:0-Führung (Entstand 3:0). Mit dem Klub bestritt Roberto auch sein erstes Spiel auf internationaler Klubebene. Am 21. Oktober 2015 trat dieser in der Copa Sudamericana 2015 gegen Sportivo Luqueño an. Roberto stand in der Startelf und wurde in der 80. Minute für Daniel Hernández ausgewechselt.
Zur Saison 2016 startete Roberto mit Paranese noch in der Primeira Liga do Brasil 2016 sowie der Staatsmeisterschaft von Paraná. Zu Beginn des Ligabetriebes 2016 ging Roberto dann zum Santa Cruz FC. Santa Cruz musste am Ende der Saison in die Série B absteigen. Trotzdem verlängerte Roberto im Januar 2017 seinen Vertrag bei dem Klub. Im Juli des Jahres wurde der Vertrag gekündigt und Roberto wechselte zu Chapecoense in die Série A. In der Saison 2018 lief Roberto zunächst noch für Chapecoense in der Staatsmeisterschaft auf, wurde aber bereits im Februar an den Londrina EC bis Ende des Jahres ausgeliehen. Anfang August 2018 entschied Londrina die Leihe vorzeitig zu beenden. In dem Jahr bestritt Roberto noch vier Spiele in der Meisterschaft für Chapecoense. Nachdem in der Staatsmeisterschaft über die Rolle eines Reservespielers nicht hinaus gekommen war, wurde Roberto kurz nach Beginn der Meisterschaft 2019 an den Figueirense FC ausgeliehen. Bei Figueirense wurde er zunächst in vier Spielen der Nachwuchsmannschaft eingesetzt. Nachdem er noch drei Spiele (kein Tor) in der Série B bestritten hatte, kehrte Roberto Anfang September wieder zu Chapecoense zurück. Den Rest der Meisterschaft bestritt er noch 17 von 21 möglichen Spielen, in der Regel stand Roberto dabei in der Anfangsformation. Nach Abschluss der Série A 2019 musste der Klub absteigen und der Vertrag mit Roberto sollte nicht verlängert. Ein geplanter Wechsel zum Santa Cruz FC kam aber nicht Zustande und Roberto verblieb bei Chapecoense. Ende Januar 2021 konnte Roberto mit dem Klub die Meisterschaft 2020 in der Série B gewinnen.
Nach dem Gewinn der Meisterschaft wechselte Roberto zum EC Vitória. Hier blieb er nur bis Jahresende 2021 und wechselte dann für 2022 zum Ituano FC. Bereits zur Saison 2023 erfolgte der nächste Wechsel zu Grêmio Novorizontino.

## Trivia
Nachdem Roberto über Atemnot klagte, wurde er am 12. Juli 2020 mit einer COVID-19-Diagnose in ein Krankenhaus in Chapecó eingeliefert. Vier Tage später wurde er entlassen, aber die Krankheit hinterließ bei ihm mehrere Folgeerscheinungen, u. a. verfügte er zunächst nur über 40 % seines Lungenvolumens.

## Erfolge
Bahia de Feira
- Staatsmeisterschaft von Bahia: 2011

Ferroviária
- Staatsmeisterschaft von São Paulo Série A2: 2015

Chapecoense
- Staatsmeisterschaft von Santa Catarina: 2020
- Série B: 2020